# اونان، شیمانه
اونان، شیمانه (به لاتین: Ōnan, Shimane) یک منطقهٔ مسکونی در ژاپن است که در استان شیمانه واقع شده‌است. اونان  ۱۱٬۱۰۰ نفر جمعیت دارد.